# Lilly Wood & The Prick
Lilly Wood & The Prick is een Franse folkband.

## Biografie
Lilly Wood & The Prick ontstond in 2006 toen Nili Hadida en Benjamin Cotto elkaar ontmoetten tijdens hun studies. Hun eerste plaat Down The Drain verscheen in 2011 en behaalde de 67ste plaats in Frankrijk. Met de hit Prayer in C (in de remix van Robin Schulz) bereikten ze in Frankrijk, Duitsland, Vlaanderen en Zwitserland de eerste plaats in de hitparade.

## Discografie

### Singles
| Single met eventuele hitnotering(en) in de Nederlandse Top 40 | Datum van verschijnen | Datum van binnenkomst | Hoogste positie | Aantal weken | Opmerkingen                                   |
| ------------------------------------------------------------- | --------------------- | --------------------- | --------------- | ------------ | --------------------------------------------- |
| Prayer in C (Robin Schulz remix)                              | 2014                  | 05-07-2014            | 1(4wk)          | 26           | met Robin Schulz / Nr. 1 in de Single Top 100 |

| Single met hitnotering(en) in de Vlaamse Ultratop 50 | Datum van verschijnen | Datum van binnenkomst | Hoogste positie | Aantal weken | Opmerkingen      |
| ---------------------------------------------------- | --------------------- | --------------------- | --------------- | ------------ | ---------------- |
| Prayer in C (Robin Schulz remix)                     | 2014                  | 28-06-2014            | 1(6wk)          | 28           | met Robin Schulz |